# الجامعة التربوية الحكومية الأوكرانية المركزية
الجامعة التربوية الحكومية الأوكرانية المركزية مؤسسة تعليم عالي أوكرانية، (بالأوكرانية: Центральноукраїнський державний педагогічний університет імені Володимира Винниченка) هي جامعة تقع في كيروفوغراد أوبلاست، أوكرانيا. تأسست هذه الجامعة في سنة 1921